# Chapelle Saint-Julien de Flainville
Pour les articles homonymes, voir Chapelle Saint-Julien.
La chapelle Saint-Julien est une chapelle catholique située au Bourg-Dun, en France.

## Localisation
L'église est située au Bourg-Dun, commune du département français de la Seine-Maritime, 13 route de la Chapelle Saint-Julien, hameau de Flainville.

## Historique
La construction de l'édifice est datée de 1323 ou 1323-1324, peut-être sur le site d'une maison-forte du XIIIe siècle. Le manoir médiéval a disparu depuis.
Le service religieux était dévolu à l'abbaye de Fécamp et la nomination revenait au seigneur du lieu.
La chapelle est utilisée comme église paroissiale à partir du XVIIe siècle.
Plusieurs constructions constituant le complexe manorial sont édifiées au XVIIIe siècle-XIXe siècle. Du fait de l'humidité des contreforts sont installés au XIXe siècle pour conforter l'édifice.
La paroisse fusionne avec Le Bourg-Dun le 4 décembre 1822. La découverte des fresques est liée à des travaux de restauration en 1913.
La Fondation pour la sauvegarde de l'art français accorde une subvention de 140 000 francs en 1999.
L'édifice est classé au titre des monuments historiques par arrêté du 2 juin 2008. Les peintures murales avaient fait l'objet d'une mesure d'inscription le 22 janvier 1961 et cette mesure est annulée lors de la mesure de protection des années 2000.

## Description
L'édifice est bâti en silex et grès. Le plan irrégulier est lié au terrain qui l'abrite.
L'édifice comporte trois éléments : un  « vaisseau unique », une chapelle sur sa façade méridionale et un clocher.
La chapelle seigneuriale a conservé des fresques datées de la fin du XVe siècle ou de la fin du XIVe siècle-début XVe siècle. Ces fresques concernent la vie de la Vierge, une Adoration des mages, une Annonciation et une Visitation sont identifiées. De même sont présentes des représentations d'anges musiciens.
La tourelle est peut-être un témoigne de l'ancien manoir médiéval.
L'édifice conserve des litres funéraires.
Un mobilier intéressant signalé en 1968 semble perdu depuis.